# Евдокимова, Маргарита Алексеевна
Маргари́та Алексее́вна Евдоки́мова (; род. 15 марта 2000) — российская кёрлингистка.
Игрок смешанной сборной России на чемпионате мира по кёрлингу среди смешанных команд 2017.
Выступает за клуб «Адамант» (Санкт-Петербург).
Спортивный судья второй категории (кёрлинг, 2018).

## Достижения
- Чемпионат России по кёрлингу среди смешанных команд: серебро (2017), бронза (2019).

## Команды
| Сезон                                               | Четвёртый            | Третий              | Второй               | Первый               | Запасной                                                   | Турниры                     |
| --------------------------------------------------- | -------------------- | ------------------- | -------------------- | -------------------- | ---------------------------------------------------------- | --------------------------- |
| 2016—17                                             | Маргарита Евдокимова | Аида Афанасьева     | Вероника Тепляшина   | Мария Ермейчук       | Анастасия Халанская                                        | ЧРЖ 2017 (гр. «Б», 2 место) |
| 2017—18                                             | Мария Ермейчук       | Аида Афанасьева     | Мария Дроздова       | Маргарита Евдокимова | Вероника Тепляшина                                         | [ 7 ]                       |
| 2018—19                                             | Мария Ермейчук       | Анастасия Халанская | Маргарита Евдокимова | Вероника Тепляшина   | Ольга Антонова                                             | ЧРЖ 2019 (12 место)         |
| 2020—21                                             | Мария Ермейчук       | Анастасия Халанская | Нкеирука Езех        | Маргарита Евдокимова | Мария Дроздова тренеры: Константин Задворнов, Е.В. Ильиных | КРЖ 2020 (4 место)          |
| 2020—21                                             | Маргарита Евдокимова | Анастасия Халанская | Нкеирука Езех        | Мария Дроздова       | Ольга Антонова тренеры: Константин Задворнов, Е.В. Ильиных | ЧРЖ 2020 (4 место)          |
| Кёрлинг среди смешанных команд (mixed curling)      |                      |                     |                      |                      |                                                            |                             |
| 2016—17                                             | Андрей Дроздов       | Вероника Тепляшина  | Пётр Дрон            | Маргарита Евдокимова |                                                            | ЧРСК 2017                   |
| 2017—18                                             | Алексей Стукальский  | Мария Ермейчук      | Олег Красиков        | Маргарита Евдокимова | тренер: Константин Задворнов                               | ЧМСК 2017 (5 место)         |
| 2017—18                                             | Андрей Дроздов       | Мария Ермейчук      | Пётр Дрон            | Маргарита Евдокимова |                                                            | ЧРСК 2018 (5 место)         |
| 2018—19                                             | Мария Ермейчук       | Пётр Дрон           | Маргарита Евдокимова | Николай Чередниченко |                                                            | КРСК 2018 (5 место)         |
| 2018—19                                             | Артур Ражабов        | Мария Дроздова      | Пантелеймон Лаппо    | Маргарита Евдокимова |                                                            | ЧРСК 2019                   |
| 2019—20                                             | Артур Ражабов        | Мария Дроздова      | Данил Киба           | Маргарита Евдокимова | тренеры: Константин Задворнов, Е.В. Ильиных                | ЧРСК 2020 (5 место)         |
| Кёрлинг среди смешанных пар (mixed doubles curling) |                      |                     |                      |                      |                                                            |                             |
| 2016—17                                             | Маргарита Евдокимова | Пётр Дрон           |                      |                      |                                                            | ЧРСП 2017 (5 место)         |
| 2017—18                                             | Маргарита Евдокимова | Артём Вайхонский    |                      |                      |                                                            | КРСП 2017 (8 место)         |
| 2019—20                                             | Маргарита Евдокимова | Олег Красиков       |                      |                      |                                                            | ЧРСП 2020 (15 место)        |
| 2020—21                                             | Маргарита Евдокимова | Олег Красиков       |                      |                      |                                                            | КРСП 2020 (12 место)        |
| 2020—21                                             | Маргарита Евдокимова | Пётр Дрон           |                      |                      |                                                            | ЧРСП 2021 (9 место)         |

(скипы выделены полужирным шрифтом)